# Man's Enemy
Man's Enemy er en amerikansk stumfilm fra 1914 af Frank Powell.

## Medvirkende
- Lillian Gish som Grace Lisle
- Franklin Ritchie som Tom Warriner / Tom Drake
- Vivian Prescott som Sarah Banks
- William Jefferson som Fred Lisle
- George Robinson som Sir Arthur Stanton